# Waka Waka (Spiel)
Waka Waka (Untertitel „... Heiße Märkte, Coole Händler ...“) ist ein 2012 bei Kosmos erschienenes Brettspiel von Rüdiger Dorn für zwei bis vier Spieler ab 10 Jahren. Illustriert wurde das Spiel von Michael Menzel, die Grafiken wurden von Pohl & Rick erstellt. Das Spiel ist eine Weiterentwicklung des Zweipersonenspiels Jambo für bis zu 4 Spieler.

## Inhalt
- Spielplan
- 2 beidseitig bedruckte Statustafeln
- 4 Statusfiguren in blau, gelb, grün und rot
- 66 Spielkarten
- 56 Goldstücke:
  - 20 im Wert 1
  - 20 im Wert 3
  - 16 im Wert 5
- 84 Warenplättchen, je 16× Felle, Früchte, Salz, Schmuck, Stoffe und Tee
- 1 beidseitig bedrucktes Feuerplättchen
- Spielanleitung (4 Seiten)

## Beschreibung
Die Spieler schlüpfen in die Rolle von afrikanischen Händlern, die vom Dorf-Schamanen als Aufgabe bestimmte Warenkombinationen erwerben müssen, wodurch ihr Ansehen im Dorf steigt. Jeder Spieler erhält zu Beginn Gold im Wert von 8 sowie 6 Spielkarten. Auf die 4 Boote auf dem Fluss werden Waren gelegt sowie 6 Waren ins Dorf. Der Rest der Waren wird verdeckt abgelegt. Reihum können die Spieler 1 bis 3 Karten ausspielen, mit denen sie entweder Waren kaufen oder spezielle Personen nutzen können. Beim Handeln können entweder Waren von einem der Boote gekauft oder 2 gleiche Waren verkauft werden. Die wichtigste Aktion beim Handeln ist es aber Waren an den Schamanen zu liefern und damit um eine Statusstufe zu steigen. Erreicht ein Spieler die oberste Statusstufe endet das Spiel wenn die Runde abgeschlossen wurde. Es gewinnt dann der Spieler auf der obersten Statusstufe, bzw. bei Gleichstand wer am meisten Gold übrig hat bzw. die oberste Stufe als letzter erreicht hat.
Durch die Statustafeln können die Aufgaben variiert und erschwert werden.

## Einsatz bei Meisterschaften
Waka Waka wird 2012 im Finale der Deutschen Mannschaftsmeisterschaft im Brettspiel gespielt.

## Auszeichnungen
- 2012 nominiert für den Graf Ludo in der Kategorie Familienspielgrafik